# 2018년 아이티 지진
2018년 아이티 지진은 2018년 10월 7일 UTC 0시 11분 51초 아이티 포르드페 북부 해역에서 일어난 모멘트 규모 Mw5.9의 지진이다. 이 지진은 2010년 아이티 지진 이후 아이티에 찾아온 지진 중 규모가 2번째로 크다. 지진의 진동은 아이티의 수도인 포르토프랭스 등 아이티 전역 및 도미니카 공화국 내에서도 느껴졌다. 이 지진으로 18명이 사망하고 548명이 부상을 입었다.

## 같이 보기
- 2010년 아이티 지진